# Округ Рандолф (Арканзас)
Округ Рандолф (енгл. Randolph County) је округ у америчкој савезној држави Арканзас. По попису из 2010. године број становника је 17.969. Седиште округа је град Покахонтас.

## Демографија
Према попису становништва из 2010. у округу је живело 17.969 становника, што је 226 (1,2%) становника мање него 2000. године.
| Група             | 2000.          | 2010.          |
| Белци             | 17.559 (96,5%) | 17.226 (95,9%) |
| Афроамериканци    | 177 (1,0%)     | 128 (0,7%)     |
| Азијати           | 13 (0,1%)      | 32 (0,2%)      |
| Хиспаноамериканци | 149 (0,8%)     | 283 (1,6%)     |
| Укупно            | 18.195         | 17.969         |